# A'ali
A'ali (en arabe : عالي) est une grande ville située au nord du Bahrain. Elle fait partie du gouvernorat septentrional, bien qu'elle ait été rattachée au gouvernorat central de 2001 à 2004. Connue pour ses tumulus, la ville est également célèbre pour sa poterie artisanale traditionnelle. 

## Histoire

### Ère Dilmun
Le site de tumulus constitue un témoignage matériel de l'ère Dilmun (3200-330 av. J.-C.). En février 1889, l'explorateur Theodore Bent et sa femme Mabel Bent étudient certains des tumulus. Par la suite, tout au long du XXe siècle, le site fait l'objet de fouilles menées par de nombreuses équipes archéologiques étrangères.  
Lors de fouilles, l'archéologue britannique Ernest Mackay découvre un nombre considérable d'objets. Ces derniers sont désormais exposés à Londres, au British Museum. 
La découverte par les archéologues d'un type de tumulus rare sur le site, entouré d'un mur en forme d'anneau, les amène à penser que ces tumulus auraient été conçus spécifiquement pour les classes sociales supérieures.

### 20esiècle
Au XXe siècle, A'ali est un village important situé à 10 km au sud-ouest du fort de Manama. Les deux-cents maisons qui y sont présentes sont occupées par les Bahrani, dont les activités principales sont la fabrication de poterie et la culture de palmiers-dattiers. Le village abrite le plus grand tumulus de l'île.

## Géographie
A'ali est située au milieu de l'île de Bahreïn, au sud de Madinat 'Isa et au nord de Riffa. Elle se trouve à environ 15 km au sud-ouest de la capitale, Manama.